# Macrachaenium
Macrachaenium là một chi thực vật có hoa trong họ Cúc (Asteraceae).

## Loài
Chi Macrachaenium gồm các loài: